# Алга (Курмангазинский район)
Алга (каз. Алға) — село в Курмангазинском районе Атырауской области Казахстана. Административный центр Макашского сельского округа. Код КАТО — 234657100.

## Население
В 1999 году население села составляло 1878 человек (955 мужчин и 923 женщины). По данным переписи 2009 года, в селе проживали 1972 человека (1009 мужчин и 963 женщины).